# E1 (telecommunicatie)
Een E1 is een verbinding tussen twee gebruikers waarover een digitaal signaal van 2 Mbit/s (in feite 2048 kbit/s) wordt gestuurd. Dit digitale signaal kan zowel spraak (PCM gecodeerd) als data zijn. E = Europees, 1 = eerste orde multiplex, zo bestaan ook tweede orde E2 (8 Mbit/s), derde orde E3 (34 Mbit/s) en vierde orde E4 (140 Mbit/s) multiplexen.
Een E1-signaal is een TDM (time division multiplex) - in de tijd verdeeld - signaal waarin ieder 64 kbit/s kanaal een tijdsleuf krijgt toegewezen gedurende de verbinding. Dit is in tegenstelling tot de FDM (frequency division multiplex) analoge verbindingen waarin elk kanaal een 8 kHz frequentieband krijgt toegewezen. Een E1-signaal is hierdoor opgebouwd uit 32 tijdsleuven (tijdsloten) die meestal worden genummerd van 0 tot en met 31. 
E1 werd het eerst toegepast op verbindingen tussen telefooncentrales om het aantal kabelverbindingen te beperken. Later werden ook E1-verbindingen aangelegd tussen telefooncentrales en de abonnee, geleverd door de telecomleverancier. De E1-verbinding richting abonnee was er oorspronkelijk om de bedrijfstelefooncentrale op aan te sluiten, later ook voor dataverkeer. 
Een latere toepassing was het gebruik van de E1 als ISDN-PRA (primary rate access) - eerste orde toegang - indien meer capaciteit gewenst werd dan de ISDN-BRA (basic rate access) - basis snelheid - met twee maal 64 kbit/s kon bieden. 
In een E1-verbinding worden vaak 30 kanalen ('verkeers'-kanalen voor spraak of data) van elk 64 kbit/s gecombineerd (gemultiplexed) samen met een 'signalerings'-kanaal van 64 kbit/s en een 'frame synchronisatie- en onderhouds'-kanaal van 64 kbit/s.
Het 'signalerings'-kanaal was oorspronkelijk altijd in tijdslot 16 ondergebracht en zodanig gecodeerd dat er vier bits per 'verkeers'-kanaal beschikbaar waren voor gebruik tijdens een telefoongesprek, ook wel CAS (channel associated signalling - kanaal gerelateerde signalering) genoemd. Later, na de invoering van SS7 werd 'signalering' een 64 kbit/s dataverbinding tussen telefooncentrales, ook wel CCS (common channel signalling) - gemeenschappelijk kanaal signalering - genoemd. SS7 signalering kan in elk willekeurig tijdslot (behalve 0) en hoeft zich niet op elke E1 te bevinden.
Bij de toepassing in ISDN wordt deze verbinding ook wel ISDN-30 genoemd en het 'signalerings'-kanaal het D-kanaal.
Later werden door telecomleveranciers ook wel ISDN-10, ISDN-15 en ISDN-20 aangeboden. Dit waren normale E1-verbindingen waar een deel van de 'verkeers'- of B-kanalen niet werd gebruikt. 
Inmiddels worden de E1 (en hogere orde E2, E3 en E4) verbindingen tussen telefooncentrales vrijwel overal gecombineerd verzonden over SDH verbindingen zoals een STM-1. 
In Noord-Amerika en Japan wordt geen E1 maar T1 gebruikt.
Tegenwoordig zal men voor een dataverbinding tussen abonnee en centrale eerder geneigd zijn gebruik te maken van enige vorm van DSL omdat dit kostentechnisch veel gunstiger is en in sommige gevallen gelijke betrouwbaarheidsgaranties gegeven kunnen worden. Ook voor telefonie bestaan er tegenwoordig mogelijkheden voor Voice over DSL (VoDSL), waarbij ISDN-30 over DSL wordt aangeboden. 